# Rijksbeschermd gezicht Haarlem Zuid
Rijksbeschermd gezicht Haarlem Zuid is een van rijkswege beschermd stadsgezicht in Haarlem in de Nederlandse provincie Noord-Holland. De procedure voor aanwijzing werd gestart op 27 januari 2006. Het gebied werd op 5 oktober 2011 definitief aangewezen. Het beschermd gezicht beslaat een oppervlakte van 47,6 hectare.
Panden die binnen een beschermd gezicht vallen krijgen niet automatisch de status van beschermd monument. Wel zal de gemeente het bestemmingsplan aanpassen om nieuwe ontwikkelingen in het gebied te reguleren. De gezichtsbescherming richt zich op de stedenbouwkundige en cultuurhistorische waardering van een gebied en wil het toekomstig functioneren daarvan veiligstellen.